# Убийство Джеймса Балджера
Джеймс Па́трик Ба́лджер (англ. James Patrick Bulger; 16 марта 1990, Ливерпуль — 12 февраля 1993, Уолтон, Ливерпуль) — английский ребёнок, жертва убийства. Когда мать ненадолго оставила его без присмотра в мясной лавке торгового центра «Нью-Стренд» в Бутле, его заметили два мальчика — Джон Венеблс (англ. Jon Venables) и Роберт Томпсон (англ. Robert Thompson), прогуливавшие в этот день школу. Они насильно увели его с собой и зверски избили, в том числе 10-килограммовой железной палкой, пинали его, топтали, бросали в ребёнка кирпичи и камни, залили его лицо краской. Когда же злоумышленники увидели, что Джеймс уже не шевелится, то отволокли его на железнодорожные пути в Уолтоне и оставили умирать там, надеясь замаскировать убийство под несчастный случай на железной дороге. Преступление было быстро раскрыто благодаря видеозаписи в торговом центре, зафиксировавшей, как уводят ребёнка.

## Преступление
В пятницу 12 февраля 1993 года живущая в Керби 25-летняя Денис Балджер отправилась за покупками вместе с подругой своего брата и взяла с собой своего 2-летнего сына Джеймса. В половине третьего они пришли в торговый центр «Нью-Стренд», где, совершив ряд покупок, в 15:40 зашли в мясную лавку. Поскольку Джеймс здорово нашалил в магазине детской одежды, в котором они были перед этим, Денис оставила его за дверью лавки. Она не планировала долго задерживаться в лавке, но мясник перепутал её заказ. Когда же она вышла, то увидела, что её сын пропал.
Просмотр записей видеонаблюдения выявил, как её сына увели два мальчика, которыми оказались 10-летние Роберт Томпсон и Джон Венеблс. В тот день Венеблс и Томпсон прогуляли школу (оба учились в Начальной школе Святой Марии при Англиканской церкви). В торговый центр они пришли без какой-либо цели и поначалу совершили несколько краж, украв с прилавков различную мелочь, включая пачку батареек и маленькую баночку синей краски «Хамброл» для покраски моделей. Какое-то время они просто праздно забавлялись. Кому конкретно пришла идея похитить ребёнка, так и осталось невыясненным — во время следствия Томпсон и Венеблс валили всё друг на друга. Цель похищения тоже установить не удалось — Венеблс заявил, что Томпсон хотел вывести ребёнка из здания и вытолкнуть его на проезжую часть. По показаниям свидетелей, за полчаса до похищения Джеймса мальчики попытались увести другого малыша, но это вовремя заметила его мать. Следствие также выяснило, что с момента, как троица вышла из центра, их на протяжении всего маршрута видели 38 очевидцев, но только двое подошли к ребятам: одному они сказали, что Джеймс — младший брат одного из них, другому сказали, что Джеймс заблудился и они ведут его в полицейский участок.
Они привели Джеймса в район Уолтон на железнодорожную ветку недалеко от заброшенной станции Уолтон-Энфилд, где забросали его кирпичами и камнями, брызнули краской в глаза, засунули ему в рот, а также, по мнению полиции, в анальный проход ранее украденные батарейки. Затем Венеблс ударил Джеймса найденной неподалёку стыковой накладкой, а Томпсон с силой пнул ребёнка по голове. Заметив, что Джеймс не двигается, Джон и Роберт положили малыша на рельсы, чтобы всё выглядело как несчастный случай, и помчались домой. Возможно, у преступления присутствовал сексуальный характер, так как на теле не было брюк, ботинок, носков и трусов. Экспертиза установила, что анальному насилию ребёнок не подвергался, но крайняя плоть на его пенисе была насильно оттянута назад. Томпсон и Венеблс и во время следствия и в заключении категорически отрицали, что подвергали Балджера какому-либо сексуальному насилию, но в то же время не смогли внятно ответить, зачем им понадобилось раздевать ребёнка — во время допроса Джон даже набросился с кулаками на собственного отца, требуя от того, чтобы тот заставил следователей перестать спрашивать его об этом. Позже патологоанатом Алан Уильямс насчитал на теле ребёнка 42 травмы, включая 10 переломов черепа — из-за такого обилия травм не удалось установить, какая именно из них стала причиной смерти. Когда Уильямс выступал в суде, ему потребовалось около 33-х минут, чтобы описать все травмы Джеймса.
Тело Джеймса было найдено через два дня. Проходящий поезд разрезал его пополам, но малыш умер ещё до этого. 1 марта его похоронили на кладбище Киркдэйл при большом скоплении народа. В 2009 году в расположенной в Керби начальной школе Сейкред-Харт, в которую должен был пойти Джеймс, был открыт мемориальный сад в память о нём.
Через восемь месяцев после смерти Джеймса у его родителей родился второй сын, Майкл, но в итоге их брак начал разваливаться и в 1995 году они развелись. Денис снова вышла замуж и родила ещё двух сыновей, Ральф тоже женился и стал отцом трёх дочерей.

## Личности убийц

### Роберт Томпсон

Роберт Томпсон

Роберт Томпсон родился 23 августа 1982 года в семье Роберта-старшего и Энн Томпсон. Роберт был их пятым ребёнком из шести детей и пятым сыном. Его родители поженились, когда им обоим было по 18 лет, но семейная жизнь совершенно не сложилась. Мать до замужества все 18 лет росла под гнётом собственного отца-тирана, муж же был алкоголиком и часто избивал мать на глазах у детей. Энн от сильного расстройства и страха перед мужем вымещала свою боль на сыновьях, избивая детей палками и ремнями. В какой-то момент отец ушёл из семьи раз и навсегда, после чего Энн, предприняв неудачную попытку самоубийства от передозировки таблеток, стала находить своё спасение в алкоголе и окончательно распоясалась. Все её шесть сыновей росли предоставленными самим себе, и вместо того, чтобы объединиться и попытаться защититься от нападок матери, им приходилось защищаться друг от друга. Чтобы хоть как-то выжить в таком положении, Роберт старался не лезть на рожон и вообще вперёд никогда не рвался. Если же его загоняли в угол, то начинал лгать или плакать, а если к нему применялось физическое насилие, то пытался дать отпор.
Все дети Энн Томпсон впоследствии покатились по наклонной плоскости. Когда Роберту было 4 года, самый старший брат Роберта был взят под опеку Службой защиты детей после того, как в отношении него были выявлены признаки тяжкого насилия. Другой брат стал приворовывать, часто вовлекая в это маленького Роберта. Третий брат стал поджигателем и подозревался в сексуальном насилии над маленькими детьми (есть вероятность, что Роберт был одной из его жертв). Четвёртый брат часто угрожал своим учителям насилием. Когда старшие должны были нянчить самого младшего, они часто запирали его в голубятне. В конечном итоге один из братьев ушёл из дома и остался в добровольном центре социальной защиты. Другие пытались покончить жизнь самоубийством. У полиции и социальных служб семья Томпсон была на слуху. Всякий раз, когда совершалось какое-либо преступление, Томпсоны первыми попадали под подозрение. Все они были прогульщиками и имели проблемы с полицией.
Роберт был единственным сыном Энн, кто пытался хотя бы как-то вызвать у неё любовь. Он помогал ей по хозяйству, оказывал эмоциональную поддержку и нянчился с её седьмым сыном Беном, которого Энн родила, сама не зная от кого. В школе Роберт был не столько агрессивным, сколько хитрым. Нарушителем спокойствия он не считался. Учителя считали его застенчивым и тихим и не ожидали от него чего-то большего. Одноклассники относились к нему равнодушно и почти не замечали. Джон Венеблс был фактически его единственным более или менее близким другом — на допросе он сказал, что Роберт в основном общался с девочками, потому что сам вёл себя как девочка, и поэтому не вызывал у других мальчиков желания общаться с ним.
Хотя Роберт, пытаясь казаться сильным, использовал грубую речь, его никто не считал жестоким или агрессивным. В основном он был прогульщиком, который часто бродил по улицам Уолтона в час ночи. Энн иногда прятала его обувь, чтобы не дать ему уйти из дома. В свободное время Роберт иногда подрабатывал в местном видеопрокате, где одна из продавщиц отправляла его собирать с покупателей плату за просроченную аренду видеокассет.

### Джон Венеблс

Джон Венеблс

Джон Венеблс появился на свет 20 августа 1982 года в семье Нила и Сьюзан Венеблс. Он был их вторым сыном из четверых детей. Отец был безработным, подрабатывая иногда водителем грузоподъёмника. У Сьюзан и Нила были сложные отношения: они то расходились, то вновь воссоединялись. Домашнее хозяйство пребывало в хаосе. После того, как Нил всё-таки съехал от них на долгое время, Сьюзан и дети жили с её матерью. Затем Нил снова вернулся, чтобы перебраться с семьёй в государственное жильё в Ливерпуле, после чего родители вновь расстались, однако Нил иногда возвращался в семью. Такая нестабильность отношений не могла не сказаться на детях. Сьюзан Венеблс происходила из очень строгой и дисциплинированной среды, и очень часто Джон подвергался устным и физическим нападкам с её стороны. Бывали моменты, когда мать отправляла Джона к отцу, если была сама не в состоянии с ним справиться. В довершение ко всему Сьюзан и Нил страдали клинической депрессией, что также отражалось на детях. Сам Джон, если его спрашивали, однако, всегда отрицал то, что подвергается в семье насилию.
У братьев Джона наблюдалось отставание в развитии. Его старший брат родился с расщеплением нёба, что привело к проблемам в социальной адаптации и постоянным вспышкам гнева. Младший брат Джона учился в спецшколе, и у его родителей уходило много времени, чтобы его контролировать. Младшая сестра Джона также имела задержки в развитии и в конечном счёте тоже очутилась в спецшколе. Джон, у которого не было столь серьёзных проблем с развитием, хотя он в нём тоже отставал, фактически оказался обделён родительским вниманием. Иногда он подражал вспышкам гнева своего старшего брата только для того, чтобы привлечь к себе хоть немного внимания.
Проблемы в его психике стали наблюдаться начиная с 1991 года: Джон стал гиперактивным, не мог усидеть на уроках, нападал на одноклассников и его неоднократно ловили на попытках членовредительства. Предположительно, это всё тоже было его попытками привлечь к себе внимания. Учителя и родители считали его дружбу с Робертом Томпсоном нежелательной (по их мнению, эта дружба строилась исключительно на том, что мальчики выявляли друг в друге все дурные наклонности) и старались по возможности изолировать Джона от него.

## Следствие и приговор
Изначально следствие буксовало, так как в распоряжении полиции были только кадры из записи видеонаблюдения, где лица мальчиков были неразборчивы, а их рост из-за ракурса съёмки был сильно искажён, поэтому изначально отрабатывалась версия, что возраст похитителей в районе 13—14 лет. Тем не менее, когда эти ориентировки вкупе с портретами из кадров были обнародованы, под подозрение общественности мигом попали все ливерпульские мальчики похожего возраста, которые в тот день пропустили школу. Так полиция забрала для допроса одного 12-летнего мальчика; хотя он был отпущен после того, как была установлена его непричастность, не разобравшаяся в ситуации толпа местных жителей, пока его допрашивали, побила окна в его доме, из-за чего семья мальчика срочно уехала из города.
Дело сдвинулось с мёртвой точки только после того, как пресса выпустила улучшенные изображения кадров с записей видеонаблюдения, где Томпсон и Венеблс стояли лицом к камерам. 17 февраля в полицию анонимно позвонила знакомая Венеблсов и сообщила, что Джон похож на мальчика в кадре и что он как раз в тот день пропустил школу. На следующий день примерно в половине восьмого утра полиция постучалась в дома убийц. Увидев полицию, оба мальчика впали в истерику, чем в итоге себя и скомпрометировали. Однако вплоть до начала допросов полиция всё же с недоверием относилась к тому, что Венеблс и Томпсон могут быть убийцами, потому что считала, что они просто действовали по чьей-то указке и их участие в преступлении ограничивалось лишь тем, что они должны были вывести Джеймса из здания центра.
Допрос мальчиков проходил сложно и долго: в первый день они так и не признались в содеянном. Их поведение на допросах разнилось: Томпсон вёл себя дерзко и хладнокровно (он говорил следователям «да, я был там, но вас-то там не было» или «ну, это всего лишь ваше мнение») и только под самый конец допроса он несколько раз заплакал, Венеблс же с самого начала находился в полном отчаянии и неоднократно впадал в истерику (из-за этого следователям даже пришлось попросить его родителей провести с ним доверительную беседу). Если Томпсон всё время пытался свалить всю вину на Венеблса, то Венеблс, признавая их общее участие в содеянном, просто пытался скрыть правду.
На протяжении всего следствия и первых судебных заседаний мальчики фигурировали в прессе как «ребёнок А» (Томпсон) и «ребёнок В» (Венеблс). Их истинные имена были обнародованы только в день оглашения финального приговора. Во время суда мальчиков было запрещено фотографировать. Поведение мальчиков на суде было аналогично их поведению на допросах: Томпсон всё так же держался хладнокровно, Венеблс же не скрывал того, что напуган. В период следствия и до вынесения приговора мальчики содержались в специальных учреждениях раздельно друг от друга и под фальшивыми именами.
Поскольку британское право позволяет судить детей начиная с 10-летнего возраста, то 1 ноября 1993 года убийцы предстали перед полноценным судом (помимо убийства Джеймса им также было предъявлено обвинение в неудачной попытке похитить другого ребёнка). На протяжении всего суда мальчики молчали во время всех заседаний — вместо их показаний использовались аудиозаписи их допросов. До начала суда с Томпсоном побеседовала детский психиатр Айлин Визард, а с Венебелсом — судебный психиатр из МВД Великобритании Сьюзан Бэйли. Когда на суде обоих спросили, понимают ли мальчики разницу между добром и злом, Бэйли прямо ответила, что Венеблс понимает, в то время как Визард затруднилась с ответом. 24 ноября 1993 года в Престонском королевском суде Томпсон и Венеблс (которым на тот момент уже было по 11 лет) были приговорены судьёй Майклом Мордандом к лишению свободы «По Велению Её Величества» — на неопределённый срок (то есть, до тех пор, пока власти не решат, что они не представляют угрозы для общества) с минимальным сроком заключения в 10 лет, то есть до февраля 2003 года (изначально минимальный срок заключения был установлен как 8 лет). Однако под давлением общественности в июле 1994 года минимальный срок заключения мальчиков был увеличен до 15 лет (т. е. до февраля 2008 года). Но в 1997 году Палата Лордов отменила этот срок, сократив его вновь до 10 лет, но в итоге мальчики провели в заключении только 8 лет.
Томпсон отбывал свой срок в манчестерском центре безопасности Бартон-Мосс, Венеблс — в корпусе Варди-Хаус рэд-бэнкского спецприюта для асоциальных детей в Сент-Хеленсе; хотя это был изолятор временного содержания, Венеблс пробыл там все 8 лет (в апреле 2011 года выяснилось, что незадолго до выпуска Венеблс в возрасте 17 лет вступил в интимную связь с одной из тамошних работниц, после оглашения этой информации эта женщина была отстранена от работы). Их места заключения были обнародованы только после их выпуска. В заключении вся деятельность мальчиков дважды документировалась каждый день. Созданная им атмосфера реабилитации помогла улучшить мальчикам школьную успеваемость и к моменту выпуска они получили сертификаты среднего образования продвинутого уровня. В заключении Томпсон проявлял интерес к дизайну и текстилю, Венеблс — к видеоиграм и спорту. В то же время мальчики страдали ПТСР, Венеблсу часто снились ночные кошмары про Балджера.

## Судьба убийц после освобождения
В 2000 году судебные органы пересмотрели приговор в сторону смягчения, и в июне 2001 года Томпсон и Венеблс были выпущены на свободу и получили документы на новые имена. Им была гарантирована тотальная анонимность — был выпущен мировой судебный запрет, распространяемый на все мировые СМИ (в 2007 году были обнародованы документы, из которых выяснилось, что МВД Великобритании потратило на этот запрет 13 000 фунтов стерлингов), согласно которому официально запрещены какие-либо публикации, разглашающие их новые личности или демонстрирующие фотографии с ними (даже подставные фотографии других людей под их именами). Одним из условий освобождения стал запрет появляться в районе Мерсисайд и какие-либо контакты друг с другом (таким образом день смерти Джеймса стал последним, когда общались между собой) или семьёй Балджер. Их местонахождение власти держали в тайне. К моменту выпуска мальчики избавились от ливерпульского акцента в своей речи, который мог бы их выдать.
Несмотря на эти усилия, по сообщениям прессы, в 2004 году Денис Балджер обнаружила место проживания Томпсона. В соответствии с законом, она не могла его обнародовать, но подтвердила, что в контакт с Томпсоном не вступала.
Джон Венеблс начал жить самостоятельно в марте 2002 года. Инспекторы по надзору отмечали, что за последующие годы он проводил всё свободное время за видеоиграми и в Интернете, а также имел романы с девушками, которые были моложе него. По мере того, как надзор за ним начал ослабевать, Венеблс подсел на наркотики и алкоголь, а также как минимум один раз посетил Мерсисайд. К моменту своего второго ареста в окружении Венеблса было двое человек, которым он раскрыл свою настоящую личность.
2 марта 2010 года Министерство юстиции раскрыло сведения о том, что Джон Венеблс был возвращён в тюрьму из-за неупомянутого нарушения условий досрочного освобождения. При этом министр юстиции Джек Стро заявил, что Венеблс возвращён в тюрьму по причине «чрезвычайно серьёзных обвинений», выдвинутых против него, однако, по словам министра, он «не в состоянии дать более подробную информацию о причинах возвращения Джона Венеблса под стражу, потому что это противоречит интересам общества».
21 июня 2010 года Венеблсу было предъявлено обвинение в хранении и распространении детской порнографии. Полиция нашла 57 изображений, относящихся к детской порнографии, на его компьютере. 23 июля 2010 года Венеблс был приговорён к двум годам тюрьмы за загрузку и распространение неприличных фотографий детей. В ходе судебного разбирательства было установлено, что в Интернете Венеблс выдавал себя за 35-летнюю замужнюю женщину из Ливерпуля по имени Дон Смит, хваставшуюся насилием над своей 8-летней дочерью, в надежде на получение другой детской порнографии. Он имел право на ходатайство об условно-досрочном освобождении в июле 2011 года, однако 27 июня 2011 года Совет по условно-досрочному освобождению решил, что Венеблс останется под стражей и что последующее ходатайство об условно-досрочном освобождении может быть рассмотрено не ранее, чем через год. Сам Венеблс на всех заседения присутствовал только дистанционно — он давал показания посредством видеосвязи на маленьком мониторе, который был установлен на судейской трибуне, поэтому его видел только судья.
В феврале 2018 года Венеблсу было предъявлено очередное обвинение в хранении детской порнографии и «руководства для педофилов», вследствие чего он был приговорён к 40 месяцам тюрьмы. Также было указано, что ему могут быть предоставлены новое имя и проведение пластической операции за счёт государства в целях сокрытия личности, чему активно препятствуют Балджеры.
В июле 2019 года власти подняли вопрос о переселении Венеблса в Канаду, Австралию или Новую Зеландию, так как в Великобритании защита его анонимности стала обходиться слишком дорого — с того момента, как в 2010 году у него снова начались проблемы с законом, власти потратили 65 000 фунтов стерлингов на защиту его анонимности.
В феврале 2023 года, по случаю 30-летнего юбилея, брат Джеймса Майкл Фергюс публично заявил, что никогда не простит Венеблса, и что тот должен оставаться в тюрьме до конца своих дней.
Судьба Роберта Томпсона на данный момент остаётся неизвестной. В 2006 году поступила неподтверждённая информация, что Томпсон сожительствует с мужчиной, который знает о его прошлом.

## Убийство в массовой культуре
- В 2018 году ирландский кинорежиссёр Винсент Ламбэ снял получасовой художественный фильм «Задержание» (англ. Detainment), в центре которого допросы Томпсона и Венеблса в полиции, а также реконструкция хроники преступления.